# Ah, Süßes Geheimnis des Lebens
Ah, Süßes Geheimnis des Lebens ist eine Kurzgeschichte des britischen Schriftstellers Roald Dahl (1916–1990). Sie wurde unter dem Originaltitel Ah! Sweet Mystery of Life, at Last I’ve Found Thee erstmals am 14. September 1974 in der amerikanischen Tageszeitung The New York Times veröffentlicht. Die spätere Fassung, die erstmals 1989 unter dem kürzeren Titel Ah, Sweet Mystery of Life in der gleichnamigen Sammlung erschien, weist leichte Veränderungen zum Original auf. So wird zum Beispiel in der 1974er Fassung die Figur Claud überhaupt nicht erwähnt und das Aussehen des Penis des Bullen wird nicht beschrieben.
Von der Originalfassung aus dem Jahr 1974 wurde keine deutsche Übersetzung veröffentlicht. Eine deutsche Übersetzung der späteren Fassung von 1989 mit dem Titel Ah, Süßes Geheimnis des Lebens in der Übersetzung von Hans Heinrich Wellmann wurde erstmals 1990 herausgegeben.

## Handlung
Diese Inhaltsangabe gibt den Inhalt der Fassung seit 1989 und somit auch der deutschen Übersetzung von 1990 wieder.
Die Kuh des Erzählers ist brünstig und verlangt laut brüllend nach einem Stier. So machen sich der Erzähler und Claud, ein benachbarter Tankstellenbesitzer, auf, um zu dem Bauern Rummins zu gehen und die Kuh von dessen Bullen decken zu lassen. Claud erzählt von Rummins, der die besten Milchkühe weit und breit hat, dass der eine einzigartige Methode anwendet, die Paarung durchzuführen. Diese Methode ist sonst völlig unbekannt, denn Rummins hält sie geheim. Als sie bei Rummins ankommen, fragt dieser den Erzähler, ob er als Deck-Ergebnis eine Färse oder einen Bullen will. Der Erzähler entscheidet sich für eine Färse, da er Milchwirtschaft und keine Fleischwirtschaft betreibt. Während Bert, der Sohn von Rummins, Claud und der Erzähler die Kuh zu dritt an Seilen halten, geht Rummins seinen speziellen Bullen holen. Vorher gibt Rummins noch die Anweisung, dass die Kuh trotz des bedeckten Himmels mit dem Gesicht zur Sonne auszurichten und ganz fest zu halten ist, damit sie während der Paarung nicht die Richtung ändert; nur unter Beachtung dieser Voraussetzungen wird mit Sicherheit ein weibliches Kalb geboren. Schließlich besteigt der Bulle, der einen riesigen Körper und einen riesigen Hoden hat, die Kuh und steckt völlig zielsicher seinen „langen, scharlachroten Penis, dünn und steif wie ein Rapier“ schnaufend in die Kuh „und nach dreißig Sekunden war alles vorbei.“ Als der Erzähler die Nachzuchtmethode des Rummins anzweifelt, legt dieser ihm die Zuchtbücher der Jahre von 1915 bis 1946 vor. Die Erfolgsquote für eine Färse beträgt 98 Prozent. Den zweiprozentigen Ausfall – Rummins betreibt nur Milchwirtschaft – erklärt er durch das Herumspringen einzelner Kühe. Das Geschlecht ist auf den Samen des Bullen zurückzuführen. Der weibliche Samen wird durch die Anziehungskraft der Sonne angezogen; wenn er schneller ist als der männliche Samen und vor ihm die Eizelle der Kuh erreicht, entsteht eine Färse. Deshalb muss der Kopf der Kuh zur Sonne ausgerichtet sein. Wenn die Kuh in der anderen Richtung steht, wird der Samen nach hinten gezogen und dann gewinnt der männliche Samen. Nach weiterer Skepsis des Erzählers verweist Rummins auf die Anziehungskraft des Mondes bei den Gezeiten. Auf die Frage, ob diese Methode auch bei Menschen funktioniert, bejaht dies Rummins und verweist noch darauf, dass die Paarung bei der Kuh nicht im Liegen geschieht, sondern die Kuh auf allen Vieren steht und die Paarung nicht in der Nacht sein darf. Als Beweis für die Funktion dieser Methode auch beim Menschen erklärt Rummins grinsend: „Ich habe vier Jungen, oder? ... Was man auf einer Farm braucht, sind Jungen, und ich habe vier davon, stimmt's?“

## Herkunft des Titels

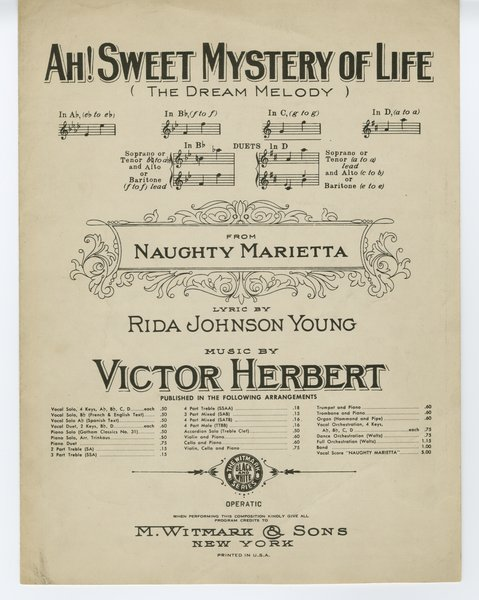
Ah! Sweet Mystery of Life – Notenausgabe von 1910

Roald Dahl übernahm den Titel der Kurzgeschichte Ah! Sweet Mystery of Life, at Last I’ve Found Thee bzw. Ah! Sweet Mystery of Life von einem Liedtitel aus der 1910 uraufgeführten Operette Naughty Marietta von Victor Herbert (1859–1924). Den Text schrieb Rida Johnson Young (1875–1926). Eine Verfilmung von Naughty Marietta erfolgte 1935. Das Lied sangen Jeanette MacDonald und Nelson Eddy.